# Frédéric de Saxe (1473-1510)
Pour les articles homonymes, voir Frédéric de Saxe.
Frédéric de Saxe, ou Frédéric de Wettin, (né le 26 octobre 1473 à Torgau; mort le 14 décembre 1510 à Rochlitz) est de 1498 à 1510 le 36e grand maître de l’ordre Teutonique. Ses réformes profondes de l'État teutonique préparent la Prusse-Orientale à devenir un duché souverain.

## Biographie
Fils benjamin (et ultime héritier) d'Albert l’Intrépide et de Sidonie de Bohême († 1510 à Tharandt), le prince Frédéric étudie de 1491 à 1495 dans les universités de Sienne, Bologne et Leipzig, avant d'entrer au service de l'archevêque de Mayence Berthold von Henneberg, archichancelier de droit du Saint-Empire.
Il est armé chevalier de l'ordre Teutonique en 1498, avec la perspective d'en devenir le prochain Grand maître. Son élection officielle a lieu le 29 septembre 1498. Frédéric mène d'emblée tout un train de réformes destinées à rétablir financièrement et militairement l’État teutonique et à protéger les simples sujets des confiscations arbitraires. Il décide d'abord d'un programme d'inspections à travers les territoires contrôlés par l'Ordre et nomme une commission de révision pour contrôler les dépenses. Frédéric établit ensuite un tribunal princier (Quatember) comme instance juridique suprême de l’État teutonique. En tout il s'attache à remodeler l’État teutonique sur le modèle des autres principautés du Saint Empire, et finalement entreprend avec succès une réforme monétaire. En peu d'années, Frédéric de Saxe sait ainsi s'imposer comme l'un des plus populaires grands maîtres de l’ordre Teutonique.
En 1503 il réforme le découpage territorial de la Prusse pour uniformiser les lois et coutumes, puis en 1507 il met sur pied un ost fort de 18 000 miliciens issus de la bourgeoisie, répartis entre 10 000 fantassins et une milice de 8 000 hommes pour la défense des places.
Le refus obstiné de Frédéric de prêter serment d'allégeance au roi de Pologne (ce qui, en tant que prince allemand, lui est évidemment interdit) fait peser sur les provinces de l'État teutonique une menace de guerre avec la Pologne pendant toute la régence du prince Wettin. Pour sa sécurité personnelle, il fait d'ailleurs transplanter sa résidence de Königsberg à Rochlitz en Saxe en 1507, confiant l'administration de la Prusse au grand commandeur de l'ordre Teutonique. Finalement à la suite de la Diète de Worms, Frédéric parvient en mai 1509 à faire abroger le traité de Thorn au détriment de la Pologne.
Il meurt le 14 décembre 1510 à Rochlitz et est inhumé dans la chapelle des comtes de Saxe de la cathédrale de Meissen.